# Comuna Ludvika
Ludvika (Ludvika kommun) este o comună din comitatul Dalarnas län, Suedia, cu o populație de 25.712 locuitori (2013).

## Geografie

### Zone urbane
Lista celor mai mari zone urbane din comună (anul 2015) conform Biroului Central de Statistică al Suediei:
| Nr | Zona urbană         | Pop.   |
| -- | ------------------- | ------ |
| 1  | Ludvika             | 15.245 |
| 2  | Grängesberg         | 2.146  |
| 3  | Nyhammar            | 1.052  |
| 4  | Grängesberg västra  | 1.022  |
| 5  | Sörvik              | 699    |
| 6  | Saxdalen            | 620    |
| 7  | Sunnansjö           | 614    |
| 8  | Håksberg            | 449    |
| 9  | Gonäs               | 341    |
| 10 | Fredriksberg västra | 297    |

## Demografie
| \| Evoluția demografică în comuna Ludvika, 1970–2015 \| Evoluția demografică în comuna Ludvika, 1970–2015 \| Evoluția demografică în comuna Ludvika, 1970–2015 \| Evoluția demografică în comuna Ludvika, 1970–2015 \| Evoluția demografică în comuna Ludvika, 1970–2015 \| \| ----------------------------------------------------------------------------------------------------- \| ------------------------------------------------- \| ------------------------------------------------- \| ------------------------------------------------- \| ------------------------------------------------- \| \| An \| \| \| Locuitori \| \| \| 1970 \| 1970 \| \| 33 245 \| 33 245 \| \| 1975 \| 1975 \| \| 33 069 \| 33 069 \| \| 1980 \| 1980 \| \| 31 695 \| 31 695 \| \| 1985 \| 1985 \| \| 29 907 \| 29 907 \| \| 1990 \| 1990 \| \| 29 421 \| 29 421 \| \| 1995 \| 1995 \| \| 28 176 \| 28 176 \| \| 2000 \| 2000 \| \| 26 450 \| 26 450 \| \| 2005 \| 2005 \| \| 25 537 \| 25 537 \| \| 2010 \| 2010 \| \| 25 810 \| 25 810 \| \| 2015 \| 2015 \| \| 26 362 \| 26 362 \| \| Sursa: SCB - Statistika Centralbyrån, Folkmängd efter region, civilstånd, ålder och kön. År 1968–2016 \| \| \| \| \| |      |  |           |        |
| Evoluția demografică în comuna Ludvika, 1970–2015 |      |  |           |        |
| An |      |  | Locuitori |        |
| 1970 | 1970 |  | 33 245    | 33 245 |
| 1975 | 1975 |  | 33 069    | 33 069 |
| 1980 | 1980 |  | 31 695    | 31 695 |
| 1985 | 1985 |  | 29 907    | 29 907 |
| 1990 | 1990 |  | 29 421    | 29 421 |
| 1995 | 1995 |  | 28 176    | 28 176 |
| 2000 | 2000 |  | 26 450    | 26 450 |
| 2005 | 2005 |  | 25 537    | 25 537 |
| 2010 | 2010 |  | 25 810    | 25 810 |
| 2015 | 2015 |  | 26 362    | 26 362 |
| Sursa: SCB - Statistika Centralbyrån, Folkmängd efter region, civilstånd, ålder och kön. År 1968–2016 |      |  |           |        |